# Ordinaltal
Den här artikeln handlar om det matematiska begreppet. För typen av räkneord, se räkneord
Ordinaltal är en typ av "tal" som mäter längden på välordningar och därmed är en generalisering av de naturliga talen. En del kallar dem mängdteorins ryggrad eftersom de är grundläggande inom mängdteorin. De används bland annat inom topologi, för att konstruera illustrativa exempel och motexempel på topologiska egenskaper. Om man accepterar urvalsaxiomet, så kan man identifiera kardinaltalen med en äkta delklass av ordinaltalen. 
När man reducerar de naturliga talen till mängder säger man att talet noll är den tomma mängden. Alla andra naturliga tal fås sedan genom att tillämpa successorfunktionen {\displaystyle a\mapsto a\cup \{a\}} på föregående tal. Om denna procedur upprepas uppräkneligt oändligt många gånger har vi fått alla naturliga tal. Enligt infinitetsaxiomet kan vi fortsätta på samma sätt även med oändliga mängder, genom att bilda successorn av dessa. Då får vi alla oändliga ordinaltal. Det minsta oändliga ordinaltalet är ω. Successorn till detta är ω+1. Sedan följer ω+2, ω+3, ω+4 osv i all oändlighet.  Det finns ingen som helst gräns för hur stora ordinaltalen kan bli.

## Bakgrund
Den ungersk-amerikanske matematikern John von Neumann (1903-1957) gav följande konstruktion av de naturliga talen, där den tomma mängden utgör utgångspunkt:
0 = Ø, 1 = {0}, 2 = {0,1}, 3 = {0,1,2} o.s.v.
Ordinaltalen är en generalisering som tar sin utgångspunkt i andra mängder än den tomma mängden. Exempelvis kan man låta utgångspunkten vara mängden ω av naturliga tal: ω, ω + 1 = {ω}, ω + 2 = {ω,ω + 1}, ω + 3 = {ω,ω + 1,ω + 2} o.s.v.
Förkortningen o.s.v. (och så vidare) talar om för oss att vi skall upprepa mönstren ovan i all oändlighet. Några frågor som dyker upp är: Vad händer om vi gör detta? Finns det en mängd 'borta vid oändligheten'?
Det finns ett axiom inom mängdläran som, grovt uttryckt, säger att om vi gör något intelligent med elementen i en mängd, så skapar vi en ny mängd. Mer precist uttrycks detta i det så kallade substitutions-axiomet:
Låt A vara en mängd och välj ut ett godtyckligt element, a, ur denna mängd. Detta element ger upphov till mängden {b : S(a,b)}, där S(a,b) är en satslogisk utsaga (mening) som är bestämd av elementen a och b. Det existerar då en funktion, F, vars definitionsmängd är mängden A och som associerar varje element, a, med mängden F(a) = {b : S(a,b)}.
Detta axiom ersätter (substituerar) varje element, a, i mängden A med ett motsvarande objekt, F(a); Detta ger upphov till mängden {F(a) : a är ett element i A}.
Substitutionsaxiomet används främst till att utvidga uppräknings-processens (ett,två,tre,...) giltighet långt bortom de naturliga talen.

## Definition (Ordinaltal)
Ett ordinaltal är en välordnad mängd, (α,<), som besitter följande egenskap: Om ξ är ett godtyckligt element i mängden α så är ξ = s(ξ), där mängden {\displaystyle s(\xi )=\{\eta \in \alpha :\eta <\xi \}}
.

## Exempel
Om vi tillämpar denna definition på von Neumanns konstruktion av de naturliga talen ser vi exempelvis att 3 är ett ordinaltal: Enligt von Neumann är 3 = {0,1,2} och om vi väljer ut ett godtyckligt element ur denna mängd, exempelvis 2, så är {\displaystyle s(2)=\{n\in 3:n<2\}=\{0,1\}}. Men enligt konstruktionen är 2 = {0,1}, vilket visar att s(2) = 2. Samma resonemang kan utföras med elementen 0 och 1, vilka visar att 3 är ett ordinaltal.

## Egenskaper
Det finns två typer av ordinaltal: ändliga ordinaltal (naturliga tal) och transfinita ordinaltal. Det minsta transfinita ordinaltalet är mängden omega av de naturliga talen. Det finns inget största transfinit ordinaltal; antagandet om att det finns ett största transfinit ordinaltal leder till den så kallade Burali-Fortis paradox. (Burali-Forti var en person.)
Vi har definierat ett ordinaltal som en välordnad mängd med en viss egenskap. Faktum är att det är möjligt att associera varje välordnad mängd med ett unikt ordinaltal, vilket uttrycks i det så kallade Räkningsteoremet:
Varje välordnad mängd är similär med ett unikt ordinaltal.
Detta ordinaltal beskriver emellertid välordningen mer än själva mängden. Det faktum att en given mängd kan välordnas på många sätt, gör att en given mängd kan motsvaras av mer än ett ordinaltal. Det är därför inte lämpligt att använda sig av ordinaltal då man är intresserad av att jämföra storleken av en mängd med den hos en annan.
Begreppet similär som förekommer i Räkningsteoremet används för att beskriva när två partiellt ordnade mängder, {\displaystyle (A,\leq )} och {\displaystyle (B,\preceq )}, är 'identiska'.

## Definition (Similaritet)
Om det existerar en bijektiv avbildning {\displaystyle f:A\longrightarrow B} som bevarar ordningen, så är de partiellt ordnade mängderna {\displaystyle (A,\leq )} och {\displaystyle (B,\preceq )} similära.
Att avbildningen {\displaystyle f} bevarar ordningen innebär att om två element a och b i mängden A är relaterade till varann enligt {\displaystyle a\leq b} är de motsvarande elementen f(a) och f(b) i mängden B relaterade till varann enligt {\displaystyle f(a)\preceq f(b).}